# Кватро Кашине (Пјаченца)
Кватро Кашине је насеље у Италији у округу Пјаченца, региону Емилија-Ромања.
Према процени из 2011. у насељу је живело 12 становника. Насеље се налази на надморској висини од 125 м.